# Ternand
Ternand település Franciaországban, Rhône megyében. Lakosainak száma 747 fő (2022. január 1.). Ternand Létra, Dième, Sainte-Paule, Saint-Vérand és Val d’Oingt községekkel határos.

## Népesség
A település népessége az elmúlt években az alábbi módon változott:
| Lakosok száma | 702  | 678  | 686  | 684  | 697  | 710  | 712  | 724  | 747  |
|               | 2013 | 2015 | 2016 | 2017 | 2018 | 2019 | 2020 | 2021 | 2022 |